# Королевская академия наук и искусств Бельгии

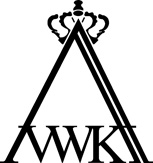
KVAB

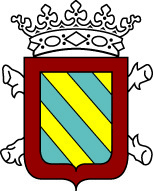
ARB

Королевская академия наук и искусств Бельгии (RASAB, англ. The Royal Academies for Science and the Arts of Belgium, нидерл. Koninklijke Vlaamse Academie van België voor Wetenschappen en Kunsten) — организация, призванная способствовать развитию наук и искусств в Бельгии. Учитывая двуязычие страны, эта организация фактически является координатором двух равноправных национальных академий:
- Королевская фламандская академия наук и искусств Бельгии (KVAB, нидерл. Koninklijke Vlaamse Academie van België voor Wetenschappen en Kunsten).
- Королевская академия наук и искусств Бельгии (ARB, фр. Académie royale des sciences, des lettres et des beaux-arts de Belgique).

Кроме того, Королевская Академия представляет Бельгию в международных организациях академического направления, в том числе в общеевропейском академическом союзе ALLEA. Она также координирует деятельность специализированных Национальных научных комитетов (в настоящий момент их 24).
Местонахождение: Дворец академий Брюссель, Hertogsstraat 1 Rue Ducale B-1000.

## История

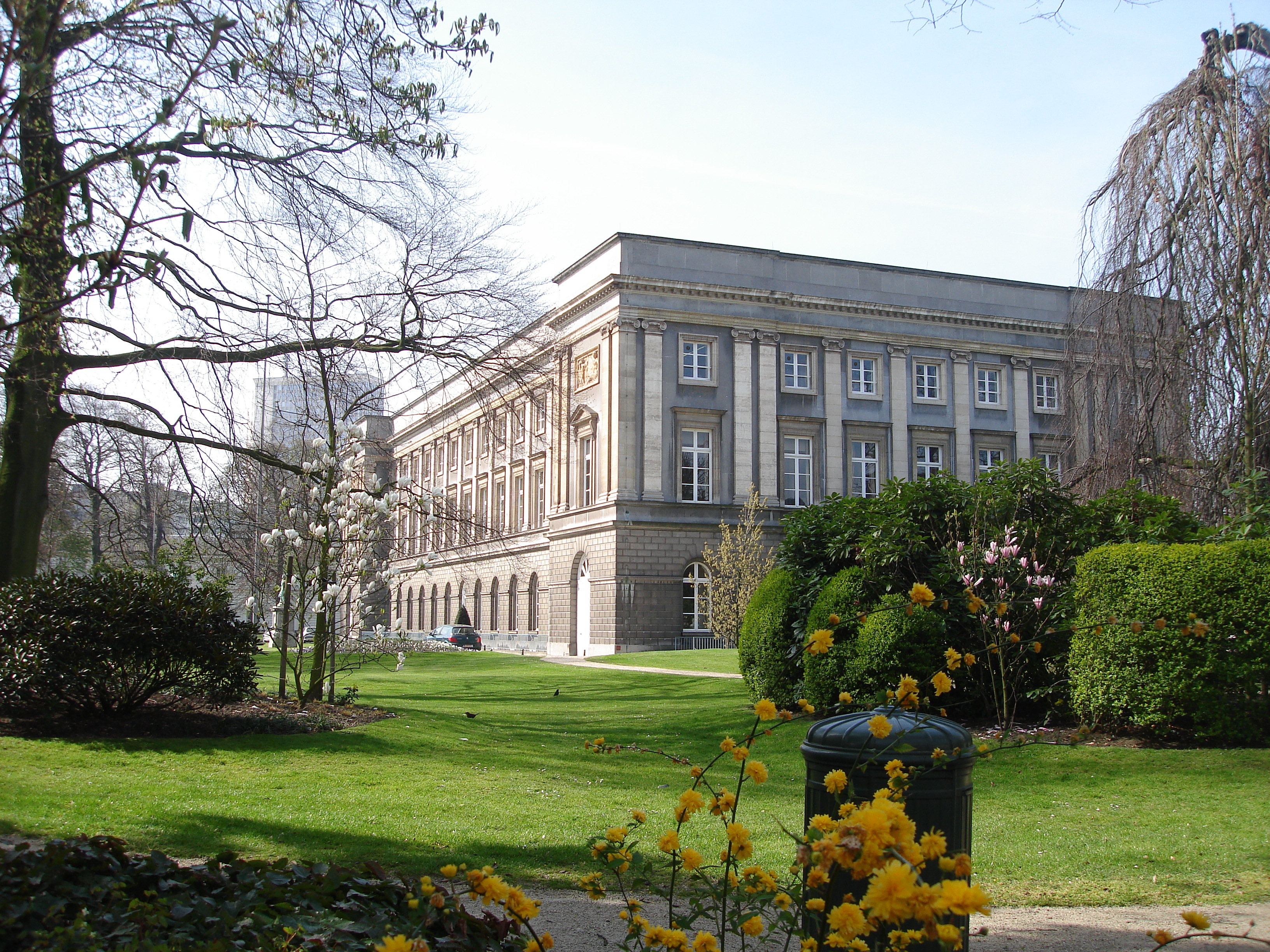
Дворец академий (Брюссель)

Австрийская императрица Мария Терезия своим указом от 16 декабря 1772 года учредила в Брюсселе Императорскую и королевскую академию, в основу которой легло учреждённое тремя годами ранее под патронажем полномочного имперского посланника в Австрийских Нидерландах графа Иоганна Карла Филиппа фон Кобенцля Литературное общество (фр. Société Littéraire). Это научное учреждение исчезло в огне наполеоновских войн и было вновь учреждено в 1816 году во вновь созданном объединённом Нидерландском королевстве — 7 мая король Нидерландов Виллем I издал соответствующий указ, а 18 ноября состоялось первое собрание новой академии. 1 декабря 1845 года король уже отделившейся к тому времени от Нидерландов Бельгии Леопольд I подписал декрет о реорганизации академии, разделив её на три отдела — литературы (собственно, гуманитарных дисциплин), науки и искусства.
Королевская академия как ассоциация двух национальных академий была создана в 2001 году.

## Выпускники Академии
- Анхель Саррага